# 沙維特力
沙維特力是印度神話中的神祇之一，與蘇利耶一樣，同是太陽神。由於兩者同是太陽神，神職又差不多，兩者經常被混淆。不過部分典籍對兩人有明確分工，沙維特力負責日出時帶太陽出門，日落時帶太陽回家，蘇利耶則負責在白天一直推進太陽。另外，沙維特力同時被稱為幸福之神，因為沙維特力具人賜予人智慧及力量等神力。沙維特力的形象是金髮、金眼、金手、金舌、金衣及駕著金色馬車。